# فانيسا لام
فانيسا لام (بالإنجليزية: Vanessa Lam)‏ هي متزلجة فنية أمريكية، ولدت في 19 يونيو 1995 في باسادينا في الولايات المتحدة.

## وصلات خارجية
- فانيسا لام على موقع الاتحاد الدولي للتزلج (الإنجليزية)